# Kedrovaja (plaats)
Kedrovaja (Russisch: Кедровая) of Kedrovy (Кедровый) is een plaats (posjolok bij station) aan de spoorlijn van Oessoeriejsk naar Chasan in de selskoje poselenieje van Bezverchovo binnen het district Chasanski in het uiterste zuidwesten van de Russische kraj Primorje. De plaats werd gesticht in 1942 en telt 19 inwoners (1 januari 2005), waarmee het een van kleinste nederzettingen van het district is.

## Geografie
De nederzetting ligt nabij de rivier de Soechaja Retsjka, op 2 kilometer van haar uitstroom in de Perevoznajabocht van de Amoerbaai. Het gehucht ligt aan een weg van 25 kilometer lang naar de rijksweg Razdolnoje - Chasan (A189). De plaats ligt over de weg op 53 kilometer van het districtcentrum Slavjanka en ongeveer 153 kilometer van Vladivostok.
Bestuurlijk centrum: Slavjanka

Andrejevka · Bamboerovo · Barabasj · Barsovy · Baza Kroeglaja · Bezverchovo · Chasan · Filippovka · Gvozdevo · Kamysjovoje · Kedrovaja · Kraskino · Kravtsovka · Lebedinoje · Majak Bjoesse · Majak Gamova · Narva · Ovtsjinnikovo · Perevoznoje · Pojma · Posjet · Pozjarski · Primorski · Provalovo · Risovaja Pad · Rjazanovka · Romasjka · Sjachtjorskoje · Soechaja Retsjka · Soechanovka · Tsoekanovo · Vitjaz · Zajsanovka · Zanadvorovka · Zaroebino